# 向正面

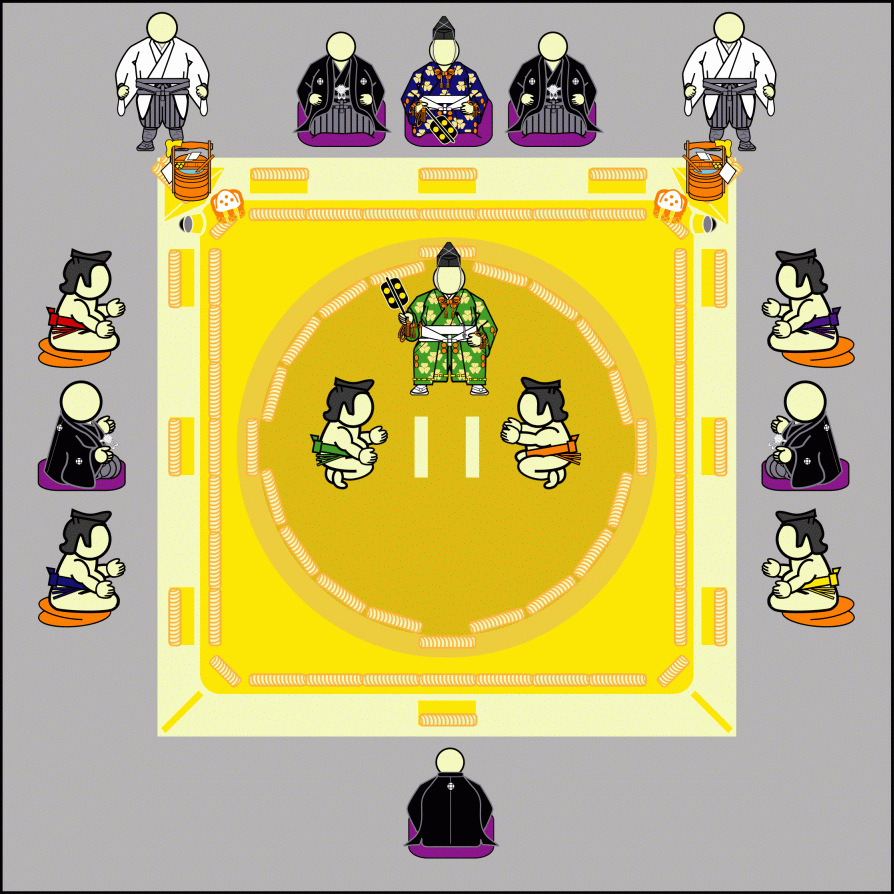
向正面は上(南)

向正面（むこうじょうめん）は相撲用語で、正面の向かい側を指す。取組で行司が立っている側である。「貴人は南に面す」という中国の伝統に基づき、地図上の方位とは無関係に、正面側は方角としては北に位置すると割り当てられ、向正面は南に割り当てられる（したがって正面から見て左側が東方、右側が西方となる）。向正面の観客席は力士の取組が行司に隠れて見えなくなりやすい（通常、行司はなるべく正面側には立たない）。
NHKの大相撲中継は正面から行うので、向正面の溜席や桝席で観戦する人はテレビに映りやすく、好角家の有名人が映っていることがある（山田直稔、中村玉緒、高須克弥、大村崑、神田川俊郎、林家ペー・パー子夫妻らが知られる）。
かつては裏正面と呼ばれていた。

## その他の用法
競技場にある陸上競技用トラックや競馬場のコースなどで、スタートのある直線とは反対側にある直線部分のことを「向正面」と言う場合もある。